# Sydskånska nationen
Sydskånska nationen (till 1955 Ystads nation) är en av de skånska studentnationerna vilka år 1890 bildades ur den tidigare Skånska nationen. Sydskånska nationen är idag sjätte störst av de 13 nationerna i Lund, med sina cirka 1 300 medlemmar. På nationshuset bor 48 personer, de flesta på ett eller annat sätt engagerade i nationen. Verksamheten omfattar bland annat ett flertal klubbar, festival, konserter, open mic, café, idrott och mycket annat.
Sydskånska nationen styrs av en styrelse som kallas för seniorskollegiet, dessa är i sin tur uppdragsgivare åt nationens quratel, som är nationens ledningsgrupp, vilken består av qurator, proqurator ekonomi, proqurator social, notarie och en pr-chef. Verksamheten drivs sedan av en förmannakår på cirka 70 personer.

## Historia

### Nationens uppkomst
I början på 1800-talet hade den Skånska nationen blivit så stor (200 medlemmar) att det blev svårt för inspektorn att ha kännedom om alla medlemmars förhållanden. Den 8 maj 1833 godkändes därför en ny stadga som delade upp den Skånska nationen i sex avdelningar: Lund, Lunds distrikt, Malmö, Landskrona och Helsingborg, Ystad och Kristianstad. Varje avdelning leddes av en avdelningskurator. Den här nya organisationen blev dock ganska tungrodd och när inspektor Gustaf Ljunggren meddelade att han skulle avgå 1889 rekommenderade han att man inte skulle välja någon ny inspektor för Skånska nationen då "frågan om nationens delning på senare tiden man och man emellan diskuterats". Efter att en kommitté utrett saken lades förslaget om att Skånska nationen skulle delas fram på nationsmötet den 16 maj 1889. Skånska nationens sista nationsmöte hölls den 25 november 1889 och den 1 januari 1890 trädde delningen i kraft och Ystads nation bildades. Upptagningsområdet enligt den gamla indelningen för Ystads nation var "Ystads eller Cimbritshamns Städer, eller inom Färs, Albo, Ingelsta, Jerresta, Herresta, Ljunits och Wemmenhögs Härader."
I samband med att nationsmötet 1954 beslutade att bygga ett nationshus, så bestämde man att Ystads nation skulle byta namn till den Sydskånska nationen. Orsaken till detta namnbyte var att nationen hade, utöver sitt befintliga upptagningsområde, även tilldelats Trelleborgs stad (tillsammans med Skanör med Falsterbo stad, samt Skytts härad) som upptagningsområde. I samband med byggnationen av nationshuset genomförde en insamling och man sökte då under namnet Sydskånska nationen bidrag från samtliga upptagningsområden.

## Knävlingagillet
När isen släpper går sydskåningarna på bal. Knävlingagillet instiftades 1967 av Anders Mårtensson och Catharina Markborn och hålls varje år i slutet av vintern. Bakgrunden till gillet är att bönderna sågs en gång om året för att reglera sina skulder. Alla bönderna hade varsin "Knävling", en träbricka i vilken skulder och fordringar inristats, i sin ägo och när man reglerat skulderna höll man ett gille, Knävlingagillet. Nu för tiden har man övergått till att fira Knävlingagillet på våren och 2020 firade man nationens 130-årsjubileum med ca. 280 gäster.

## Hedersledamöter (urval)
- Göte Bernhardsson
- Anders Björklund
- John Pohlman
- Frans Jacob Malmros
- Rolf Rembe
- Ingvar Holm
- Östen Warnerbring
- Carl Piper
- Anders Mårtensson
- Lars Larsson
- Einar Larsson
- Helmer Lång
- Rune Andersson
- Birgit Rausing
- Leif Hjärre
- Ola Billgren
- Boel Flodgren
- Agneta Ulfsäter-Troell
- Jan Troell
- Ken Ceder  (2008)
- Danne Stråhed  (2008)
- Jason Diakité  (2009)
- Anders Narvinger
- Anne Lundberg (2012)
- Ann Heberlein (2013)
- Heidi Avellan (2014)
- Anders Lindström (2015)
- Frans D. Malmros (2017)
- Seher Yilmaz (2018)

## Vännationer
- Norrlands nation i Uppsala
- Wiipurilainen Osakunta i Helsingfors

## Inspektor
Nuvarande inspektor är Torbjörn Forslid, professor i litteraturvetenskap vid Lunds universitet.

## Fotnoter
1. ↑  "Statistik över medlemmar" Terminsräkningsföreningen.